# Ceciliano (prefetto del pretorio)
Ceciliano (latino: Caecilianus; fl. 397-414) è stato un politico romano dell'Impero romano d'Occidente.

## Biografia
Tra il 396 e il 397 fu vir clarissimus e Prefetto dell'annona. In una lettera indirizzata ad Ambrogio di Milano, l'oratore Quinto Aurelio Simmaco chiedeva al vescovo milanese di non sostenere Pirata, la controparte di Ceciliano in una causa finanziaria; Ceciliano vinse la causa, ma dopo il termine della sua prefettura questa fu riaperta contro di lui (398/401). Durante la sua prefettura il suo amico Simmaco gli chiese di garantire ai cittadini di Formia la loro tradizionale fornitura di olio africano.
Nel 400 fu inviato assieme a Probiano come rappresentante del Senato romano in qualche missione; Simmaco temeva che avrebbero perso i giochi pretoriani organizzati in occasione del mandato del figlio di Simmaco.
Una legge del 4 aprile 404 lo attesta come vicario; si trattava probabilmente del vicariato della diocesi d'Africa, dato che in una lettera di Agostino d'Ippona datata 405, il vescovo africano sembra rivolgersi a Ceciliano come se fosse il proconsole d'Africa (sarebbe dunque stato promosso da vicarius a proconsole).
Durante il primo assedio di Alarico a Roma, tra la fine del 408 e i primi mesi del 409 Ceciliano fu inviato come legato senatoriale, assieme a Prisco Attalo e a Massimiano, presso l'imperatore Onorio a Ravenna. L'ambasciata non ebbe successo, ma grazie all'influenza di Olimpio, Ceciliano fu nominato Prefetto del pretorio d'Italia e Illirico, succedendo a Teodoro; rimase in carica per pochi mesi, tra gennaio e febbraio, dato che il suo successore Giovio è attestato in carica il 1º aprile di quello stesso 409.
Era ancora in vita nel 414, quando fu inviato in missione speciale per conto dell'annona in Africa, insieme a Nicomaco Flaviano iunior.